# Andreas Bammatter

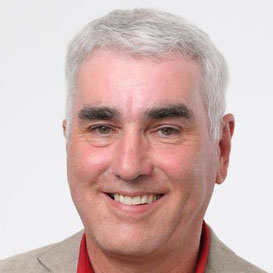
Andreas Bammatter (2019)

Andreas Bammatter (* 8. März 1960 in Basel) ist ein Schweizer Politiker (SP).

## Leben
Während seiner Jugendzeit und seines jungen Erwachsenenlebens leistete Bammatter Jugendarbeit (Kantonsleitung JW/BR-BS). Bammatter hat an der Universität Basel Mittellehrer studiert und arbeitet heute als Ausbilder FA/Coach. Er ist Geschäftsinhaber der Firma BamCo Basel GmbH, Mitglied des Vorstandes des Vereins für Sozialpsychiatrie BL und der gemeinnützigen Institutionen beider Basel sowie Mitglied des Regionalrats Coop NWCH. Zwischen 1991 und 1996 engagierte sich Bammatter als Entwicklungshelfer für die Organisation Interteam in Namibia.
Andreas Bammatter lebt in Allschwil, Kanton Basel-Landschaft. Er ist verheiratet und hat drei erwachsene Kinder und sieben Grosskinder.

## Politik
2004 wurde Bammatter in den Einwohnerrat (Legislative) der Gemeinde Allschwil gewählt und war dort bis 2017 tätig. In der Amtsperiode 2013/14 hatte er den Posten des Einwohnerratspräsidenten inne. Weiterhin ist er im Vorstand der SP Allschwil-Schönenbuch.
Nach der Wahl 2011 in den Landrat des Kantons Basel-Landschaft (Legislative) verzichtete Bammatter seit 2017 vorerst auf politische Mandate auf Gemeindeebene. Er ist im Landrat Mitglied der «Justiz- und Sicherheitskommission» (JSK), der Arxhofkommission, 
IGPK Interkantonale Polizeischule Hitzkirch und der «Findungskommission Ombudsman 2020» aktiv.
Sein politischer Fokus ist Umweltpolitik und Mobilität sowie Bildung und Gesundheitswesen. Seit seiner Wahl in den Landrat 2011 hat Bammatter über 40 Vorstösse verfasst (Stand 2023). Er kandidierte 2019 für den Nationalrat.
Im Februar 2020 wurde Bammatter in den siebenköpfigen Allschwiler Gemeinderat (Exekutive) gewählt. Im März 2024 wurde er wiedergewählt. Er hat die Ressorts Mobilität und Kultur/Freizeit.